# Rathaus Emden

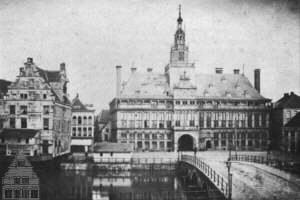
Das Rathaus der Stadt Emden um 1880

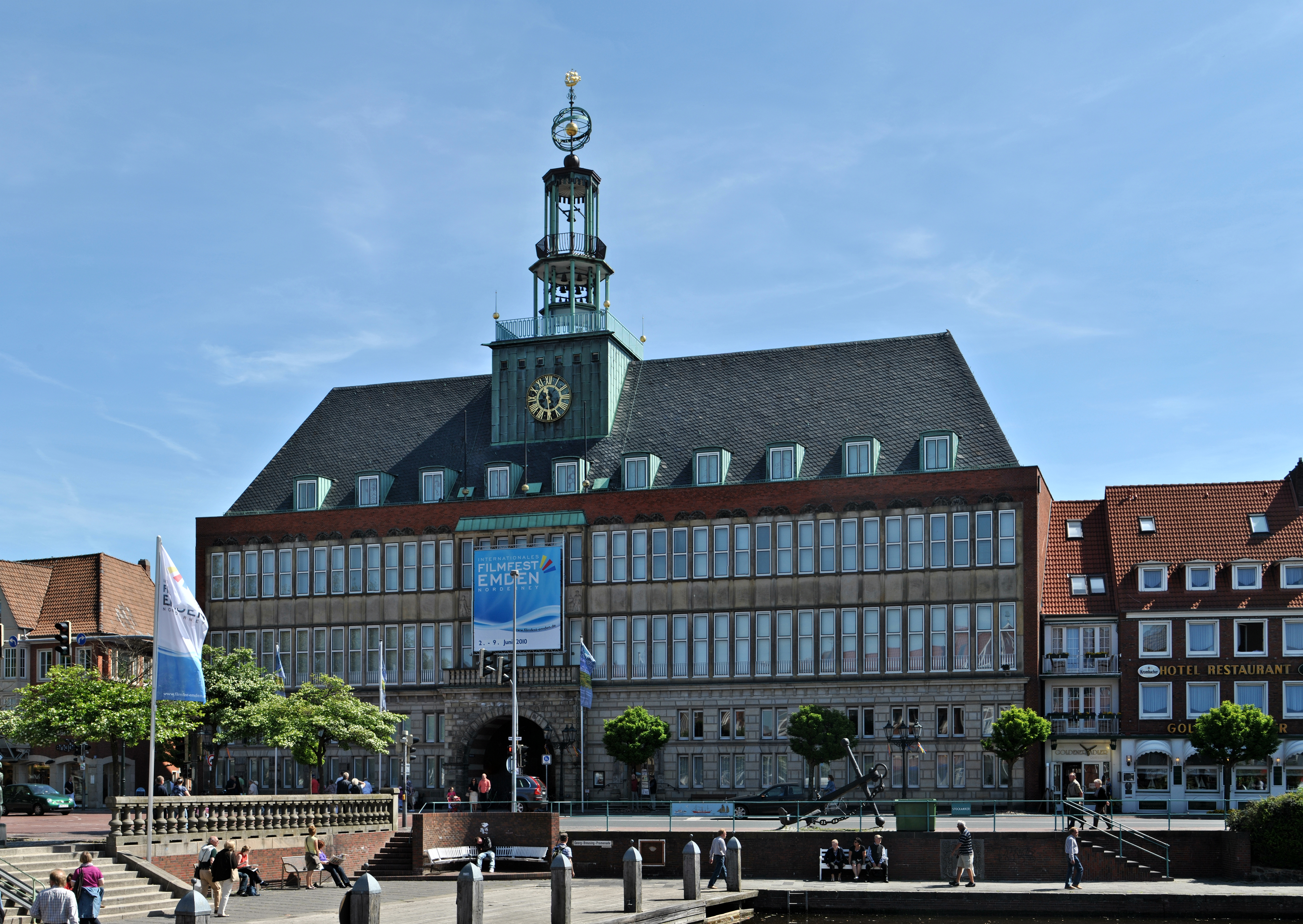
Das Rathaus der Stadt Emden am Anfang Juni 2010

Das Emder Rathaus ist das Rathaus der Seehafenstadt Emden in Ostfriesland. Es wurde ursprünglich 1574–1576 durch den Antwerpener Stadtbaumeister Laurens van Steenwinkel errichtet. Es war dem Rathaus in Antwerpen nachempfunden.
Die Glasmalereiwerkstatt von Rudolf und Otto Linnemann aus Frankfurt schuf 1912 zahlreiche Glasfenster, es existieren hierzu 15 Skizzen und zahlreiche alte Fotos im Linnemann-Archiv.
Nach fast völliger Zerstörung durch die Luftangriffe auf Emden im Zweiten Weltkrieg in modernen Formen wiederaufgebaut, wurden dabei einige Elemente des Vorgängerbaus aufgegriffen. Teile des Erdgeschossmauerwerkes wurden mit einbezogen. Die Wiedereröffnung erfolgte am 6. September 1962, genau 18 Jahre nach der Zerstörung, bei der fast die gesamte Altstadt von alliierten Bombern zerstört worden war. Außer dem Sitz der Stadtverwaltung wurden hier die Stadtbücherei und auch eine Dauerausstellung zur Stadtgeschichte eingerichtet, die wegen der umfangreichen Sammlung mittelalterlicher Waffen als Rüstkammer überregional bekannt wurde. Die Bestände der „Gesellschaft für bildende Kunst und vaterländische Altertümer e. V.“ wurden mit der Sammlung der Stadt Emden vereinigt, die neue Institution erhielt den Namen Ostfriesisches Landesmuseum Emden. Die Stadtverwaltung zog schließlich in einen Neubau am Frickensteinplatz.
Rund 40 Jahre nach der Wiedereröffnung erfolgten ein Umbau und Erweiterungen. Im Herbst 2001 fand ein EU-weiter Realisierungswettbewerb für Architekten statt. 14 Architekturbüros beteiligten sich daran. Die Hannoveraner Architekten Roger Ahrens und Gesche Grabenhorst, verbunden in einer Arbeitsgemeinschaft mit dem Berliner Ausstellungsbüro Iglhaut und Partner, erhielten schließlich den Auftrag für die Umgestaltung des denkmalgeschützten Rathauses. Am 6. September 2005 – dem 61. Jahrestag der Zerstörung der Stadt im Bombenkrieg – öffnete das Ostfriesische Landesmuseum hier wieder seine Pforten.
Über dem Eingang an der Vorderseite steht Emdens Wahlspruch auf dem Mauerwerk: «Concordia res parvae crescunt» („Durch Eintracht wachsen kleine Dinge“).